# Ted Horn
Pour les articles homonymes, voir Horn.
Eylard Theodore "Tex" (Von) Horn, né le 24 février 1910 à Cincinnati (Ohio) et mort le 10 octobre 1948 à Du Quoin (Illinois), était un pilote automobile américain.

## Biographie
À 15 ans il travaillait déjà pour le Los Angeles Times: suite alors à un excès de vitesse, le policier le "verbalisa" en lui demandant de participer à une course au San Jose Speedway, où habituellement il y avait plus de voitures disponibles que de pilotes, charge à lui de trouver un propriétaire voulant bien lui laisser un volant pour disputer l'ensemble des courses: il pourrait alors récupérer son véhicule placé en fourrière.
Après avoir réellement débuté au Legion Ascot Speedway en 1930, il fut victime d'un accident en course où il eut un pied cassé et le dos brûlé, mettant plusieurs semaines à guérir et promettant alors à ses parents d'arrêter la compétition. 
Trois ans plus tard il recommença malgré tout, se classant une fois juste derrière le vainqueur Louis Meyer alors auréolé d'un titre à l'Indy 500, puis concentrant désormais ses apparitions plus sur des courses du centre et de l'est des États-Unis (notamment en Sprint Car) et débutant dans la foulée en championnat National racing car AAA sur Duesenberg en 1934 (une seule saison).
Il fut remarqué par Harry Hartz (directeur d'équipe vainqueur à Indianapolis en 1930 et 1932, lui-même champion national car racing en 1926) en 1936 et obtint avec son équipe ses meilleurs résultats avant-guerre (sur Miller), puis il fut refusé pour servir dans l'armée, bien que s'étant porté volontaire, du fait de ses blessures. En 1945 il remporta les 7 courses sur programme restreint où il s'était engagé.
Il fut ensuite le second triple vainqueur du championnat racing car AAA après Louis Meyer, mais le premier d'affilée, sur Maserati-Offy.
Il est considéré comme l'un des pilotes sans victoire les plus méritants lors des 500 miles d'Indianapolis, avec neuf classements dans les quatre premiers en onze courses.
Il fut tué après un accident au deuxième tour de la dernière course du championnat au DuQuoin State Fairgrounds: transporté encore vivant à l'hôpital, il décéda peu après.
Le Ted Horn Memorial fut ensuité disputé en son honneur au championnat de 1951 à 1970 (sauf en 1962), sur le DuQuoin State Fairgrounds.

## Titres
- American Championship car racing (AAA): 1946, 1947 et 1948;
  - vice-champion AAA en 1937 et 1941;
  - 3e en 1936 et 1939 (4e en 1938 et 1940);

(entre 1937 et 1948, il ne quitta jamais les 4 premières places du championnat)

## Victoires en championnat AAA
(participation entre 1934 et 1948: 24 victoires en 71 courses, 12 secondes places et 13 troisièmes, pour "seulement" 4 poles)
- 1946 (19 - record): Williams Grove race 2, Lakewood, Flemington, Greensboro, Lakewood race 2, 3 et 4, Dubois, Harrington, Williams Grove, Bedford, Skowhegan, Hamburg, Uniontown, Altamont, Port Royal, Williams Grove, Atlantic Rural Exposition et Shelby;
- 1947: Bainbridge 100, Milwaukee 100 et Arlington 100;
- 1948: Arlington 100 et Springfield 100.

## Résultats à l'Indy 500
- 1 pole position, en 1947;
- deuxième en 1936;
- 5 podiums;
- 9 "top 4";
- 11 participations entre 1934 et 1948, uniquement interrompues par le second conflit mondial.

## Distinctions
- National Sprint Car Hall of Fame en 1991;
- Motorsports Hall of Fame of America en 1993.